# Fosse Saint-Pierre des mines de Thivencelle
La fosse Saint-Pierre de la Compagnie des mines de Thivencelle est un ancien charbonnage du Bassin minier du Nord-Pas-de-Calais, situé à Thivencelle. Deux puits, dénommés Saint-Pierre grand puits et petit puits sont commencés en 1861, mais le gisement s'avère mauvais, et ce n'est qu'à la fin des années 1870 que la compagnie décide de reprendre la fosse en l'approfondissant. Un terril plat est établi à l'ouest de la fosse, et cinq cités sont bâties à l'est du village de Thivencelle. La fosse est reconstruite après avoir été bombardée durant la Première Guerre mondiale.
La Compagnie des mines de Thivencelle est nationalisée en 1946, et intègre le Groupe de Valenciennes. Tandis que le petit puits est détruit est comblé en 1955, le grand puits se voit reconstruire un chevalement en béton armé dans le but de servir à l'aérage de la fosse Ledoux à Condé-sur-l'Escaut, et ce, jusqu'à son arrêt en 1989. Devenu inutile, Saint-Pierre grand puits est comblé puis détruit.
Au début du XXIe siècle, Charbonnages de France matérialise la tête du puits Saint-Pierre. Le terril no 197 est entièrement boisé et les cités ont été rénovées. Le seul vestige de la fosse est une route d'accès en pavés.

## La fosse

### Fonçage
| No | Épaisseur | Profondeur |
| -- | --------- | ---------- |
| 7  | 95 cm     | 297,16 m   |
| 6  | 115 cm    | 266,46 m   |
| 5  | 202 cm    | 256,24 m   |
| 4  | 90 cm     | 233,59 m   |
| 3  | 60 cm     | 225,79 m   |
| 2  | 40 cm     | 198,31 m   |
| 1  | 55 cm     | 190,21 m   |

La fosse Saint-Pierre est située 500 mètres au sud de la fosse Pureur. Le sondage de Saint Pierre a permis de démontrer que le faisceau de veines est bien différent de celui découvert à la fosse Pureur, toutefois, des veines pourraient être communes aux deux sondages.
Deux nouveaux puits sont creusés à Thivencelle en 1861 et sont dénommés Saint-Pierre, grand puits et petit puits, une dénomination unique dans le bassin minier. Le terrain houiller est atteint à la profondeur de 171 mètres,. Le petit puits est situé à trente mètres à l'est-nord-est du grand puits. Les orifices des puits sont situés à l'altitude de 22 mètres.

### Exploitation
Le gisement brouillé incite la compagnie à abandonner la fosse alors que le puits atteignait 309 mètres de profondeur. Des accrochages ont été établis à 278 et 309 mètres.
Au nord, les bowettes ne sont poussées que sur une faible distance. Vers le sud, elles sont poursuivies sur une longueur développée de 800 mètres, mais seuls des lambeaux de veines inexploitables sont recoupés, rejetés par de nombreux accidents. Les bancs sont généralement peu inclinés, ils sont presque plats à 600 mètres environ de la fosse, si bien qu'il est inutile de continuer l'exploration, puisque les galeries restent toujours dans la même bande de terrain houiller. Si le creusement de la bowette sud de l'étage de 278 mètres avait été prolongé, le grès vert aurait très certainement été recoupé puisqu'il descend à une grande profondeur dans cette région de la concession.
L'insuccès de la fosse Saint-Pierre doit être attribué à ce que, vers 1860, les sondages fournissaient encore des renseignements incomplets sur la régularité des terrains traversés. Il n'était pas facile de bien découper et remonter les échantillons venant du fond, de sorte que les résultats n'indiquaient que l'importance en houille de la zone explorée, mais pas les chances d'une exploitation future. Selon Albert Olry, si l'industrie des sondages avait eu la perfection qu'elle possède dans les années 1880, les ingénieurs auraient été mis en garde contre l'irrégularité des terrains recoupés à Saint-Pierre, et ils auraient peut-être hésité à y ouvrir une fosse.
On se résigne difficilement à abandonner un travail dans lequel on a engagé des capitaux considérables. La Compagnie de Thivencelle a pu augmenter son capital à la suite de la crise de 1873, elle reprend alors la fosse Saint-Pierre et ravale un des puits à 430 mètres en 1876, au lieu d'en ouvrir une autre dans une partie encore inexploitée de ses vastes concessions. Des accrochages sont établis à 360 et 420 mètres puis à 492, 550 et 609 mètres lors des approfondissements successifs du puits. Le gisement plus profond est favorable, l'exploitation débute dans de bonnes conditions, bien que les terrains soit encore assez tourmentés.

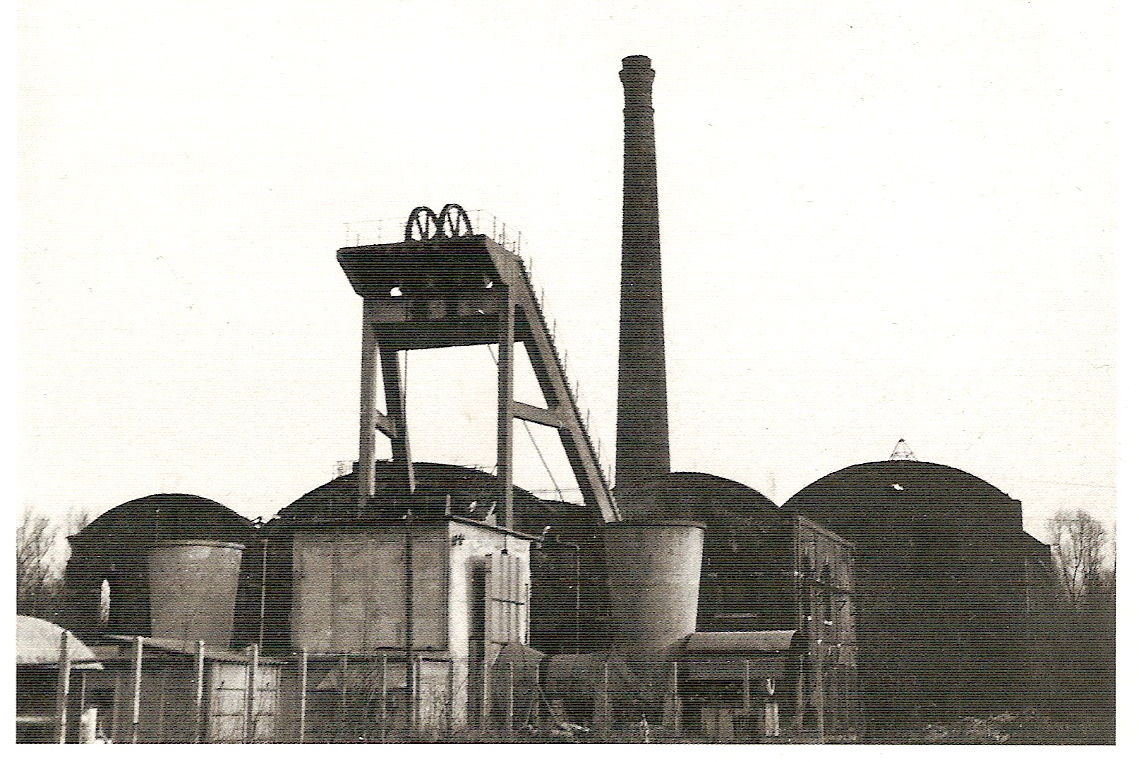
La fosse Saint-Pierre en 1976.

La fosse Saint-Pierre, dont les travaux sont peu développés, nécessite chaque jour l'exhaure de 2 500 hectolitres d'eau, bien que le grès vert soit cuvelé en fonte sur toute la hauteur de l'un des puits, et ne soit à nu dans l'autre que sur une hauteur de 1,20 mètre. La nécessité d'un épuisement considérable, qui augmente naturellement quand les travaux s'étendent, constitue une circonstance défavorable et onéreuse pour l'exploitation. 85 157 tonnes de houille sont produites en 1891, 100 005 tonnes en 1895. Dans les années 1920, la production est de 90 300 tonnes, et 214 490 tonnes en 1939. La fosse Saint-Pierre est reconstruite à l'issue de la Première Guerre mondiale, et de 1925 à 1930, la fosse Saint-Aybert est foncée à 1 730 mètres à l'est.
La Compagnie des mines de Thivencelle est nationalisée en 1946, et intègre le Groupe de Valenciennes. Le petit puits, profond de 617 mètres, est remblayé en 1955. Les chevalements sont abattus en décembre 1955 et celui du grand puits est remplacé par un autre en béton permettant l'entretien du puits. De puissants ventilateurs assurent le retour d'air de la fosse Ledoux, sise à 1 120 mètres au nord, jusqu'à sa fermeture en 1989. Le grand puits, profond de 653 mètres, est ensuite remblayé et le chevalement détruit en juillet 1989.

### Reconversion
Au début du XXIe siècle, Charbonnages de France matérialise les têtes des puits Saint-Pierre grand puits et petit puits, et installe un exutoire de grisou sur le grand puits. Le BRGM y effectue des inspections chaque année. Le seul vestige de la fosse est une route d'accès en pavés.

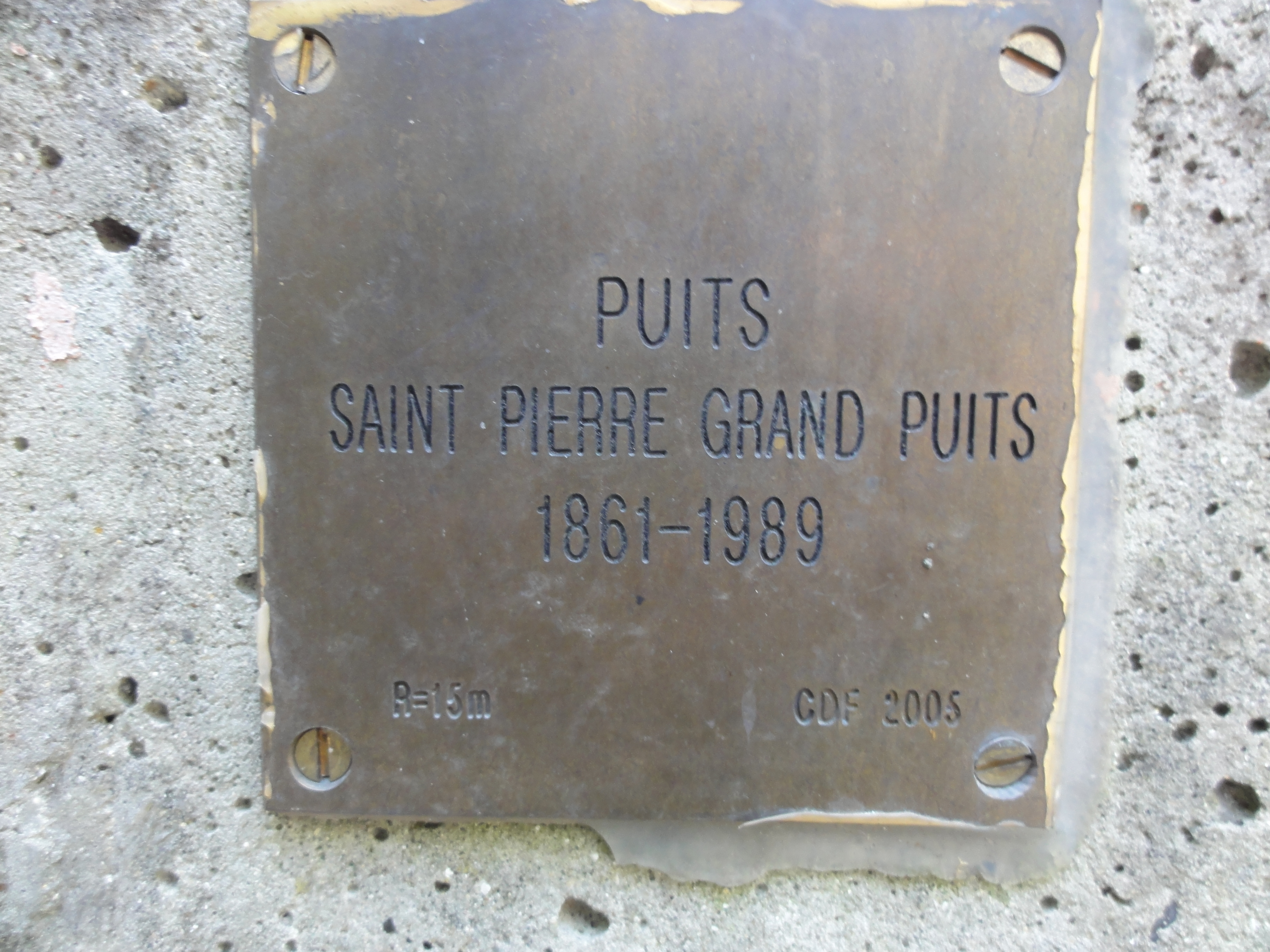
« Puits Saint-Pierre grand puits, 1861-1989 ».
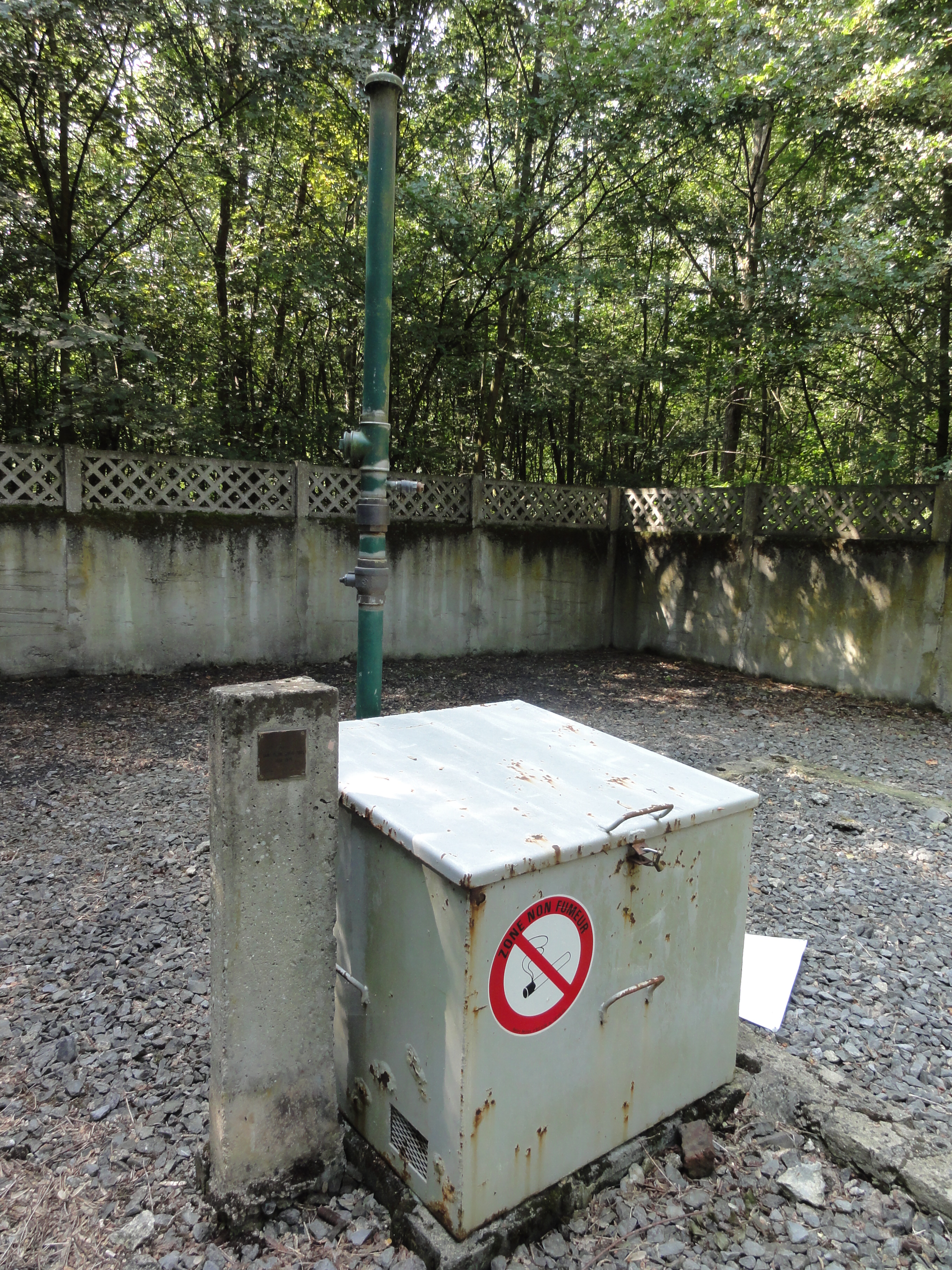
La tête de puits matérialisée et l'exutoire de grisou du grand puits.
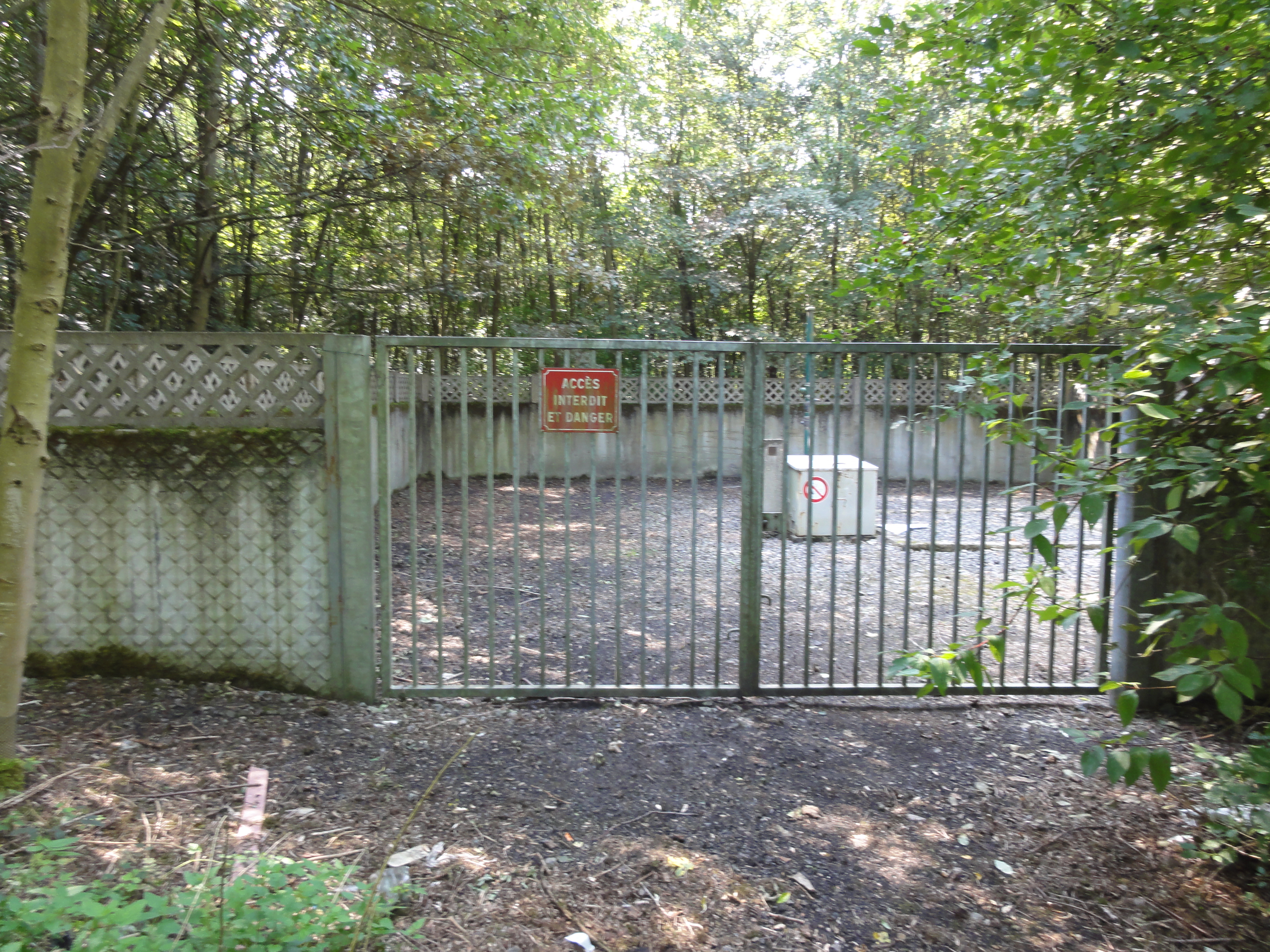
Le grand puits dans son environnement.
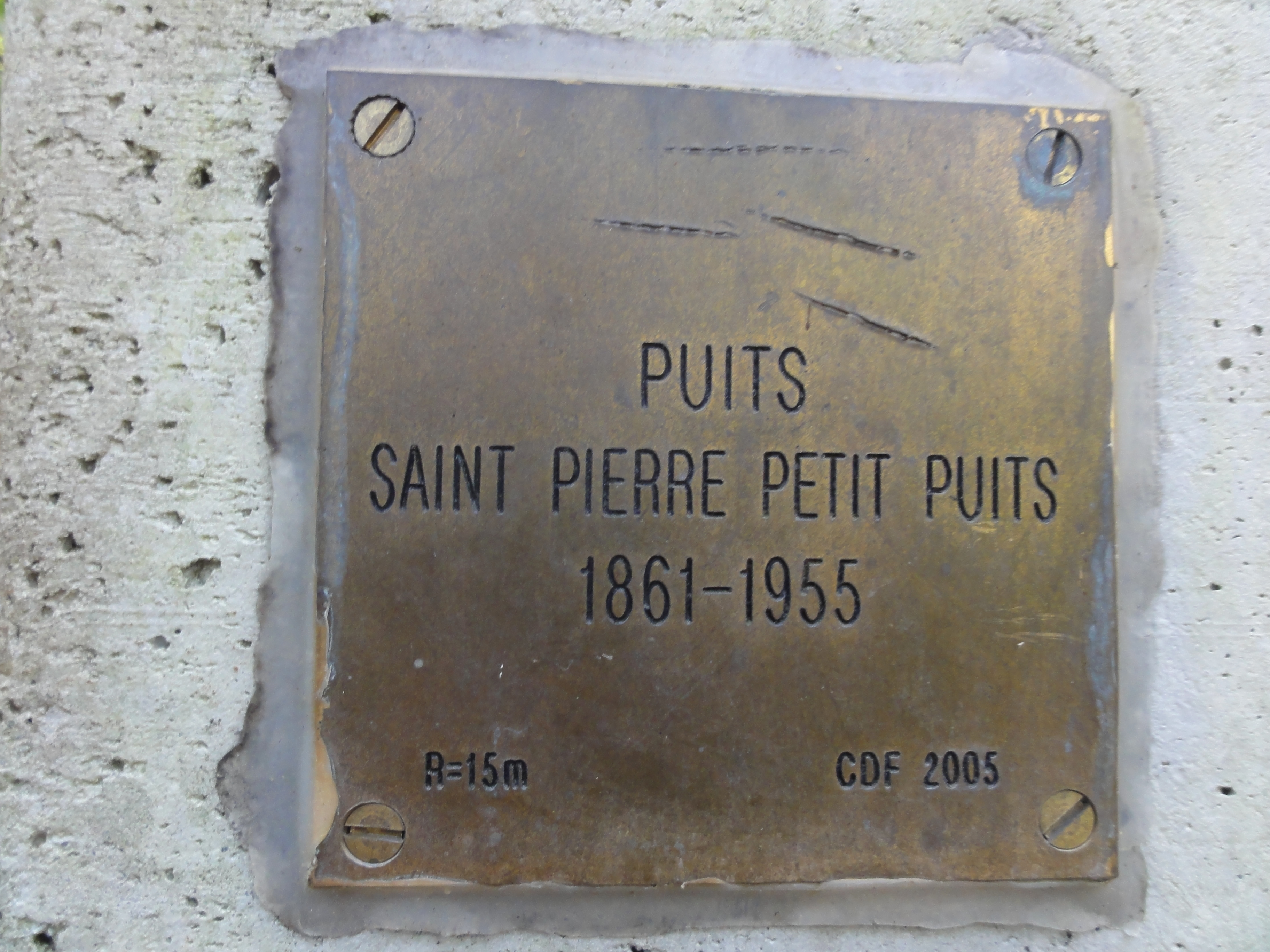
« Puits Saint-Pierre petit puits, 1861-1955 ».
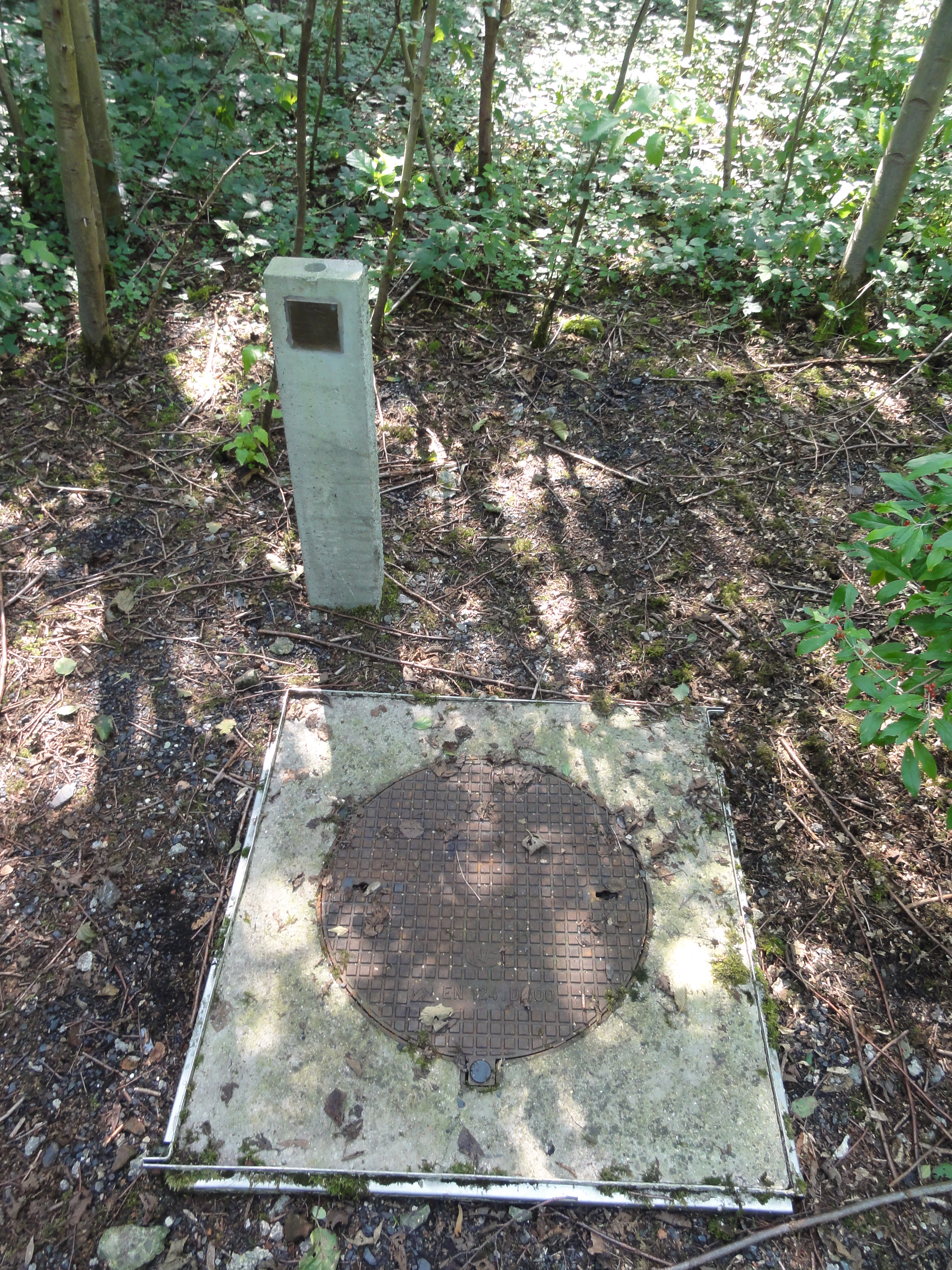
La tête de puits matérialisée du petit puits.
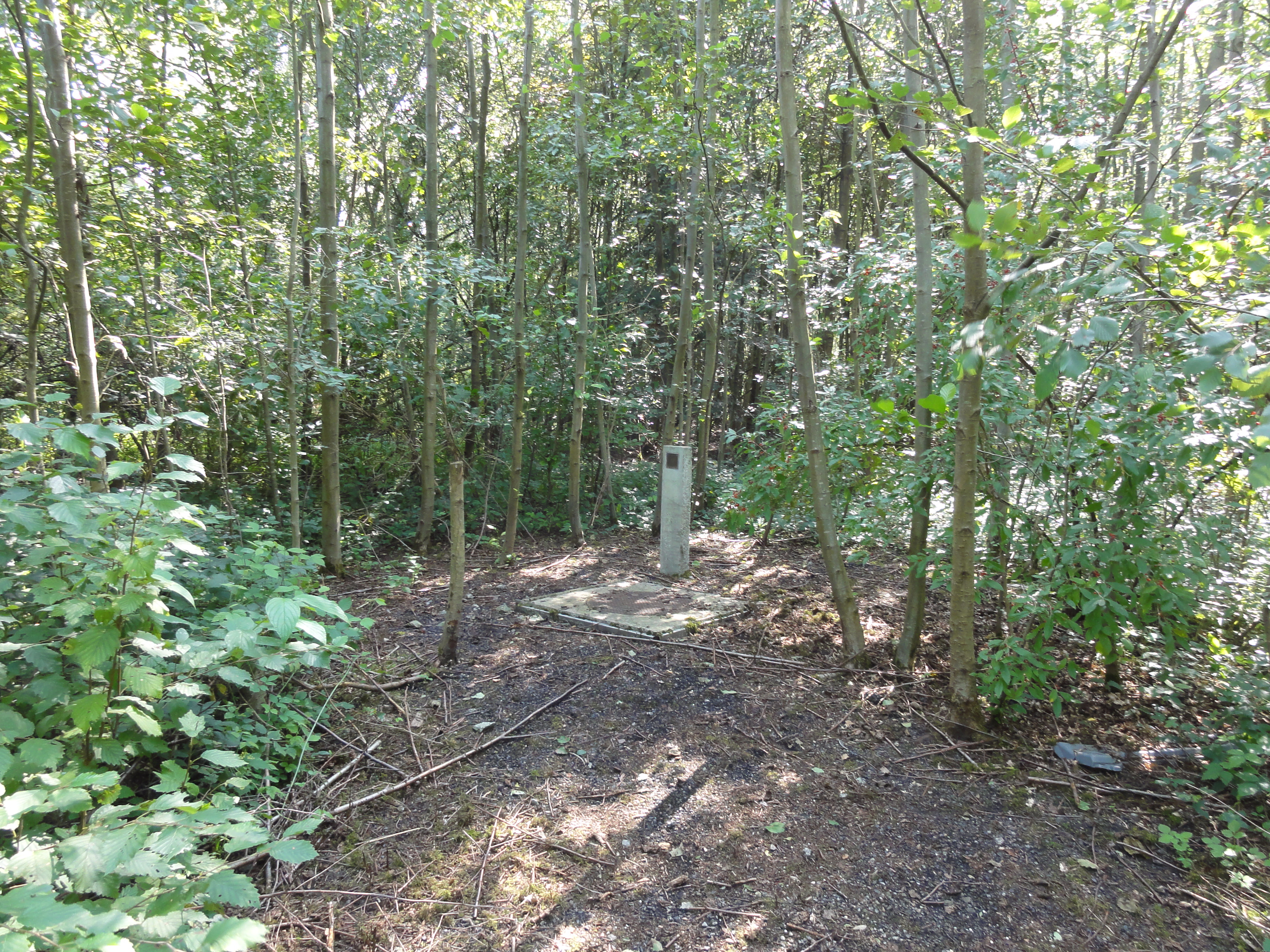
Le petit puits dans son environnement.

## Les terrils

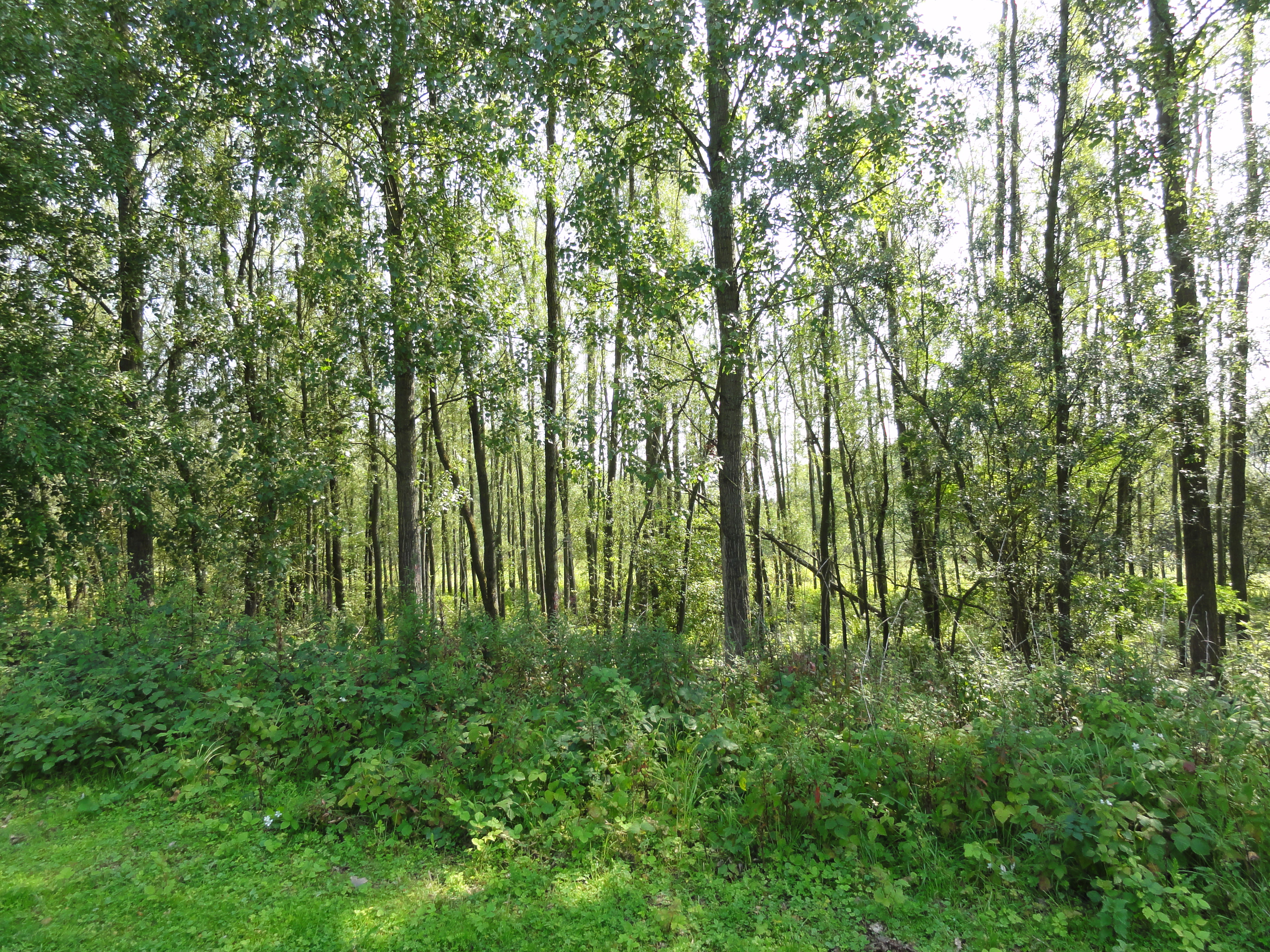
Le terril Saint Pierre.

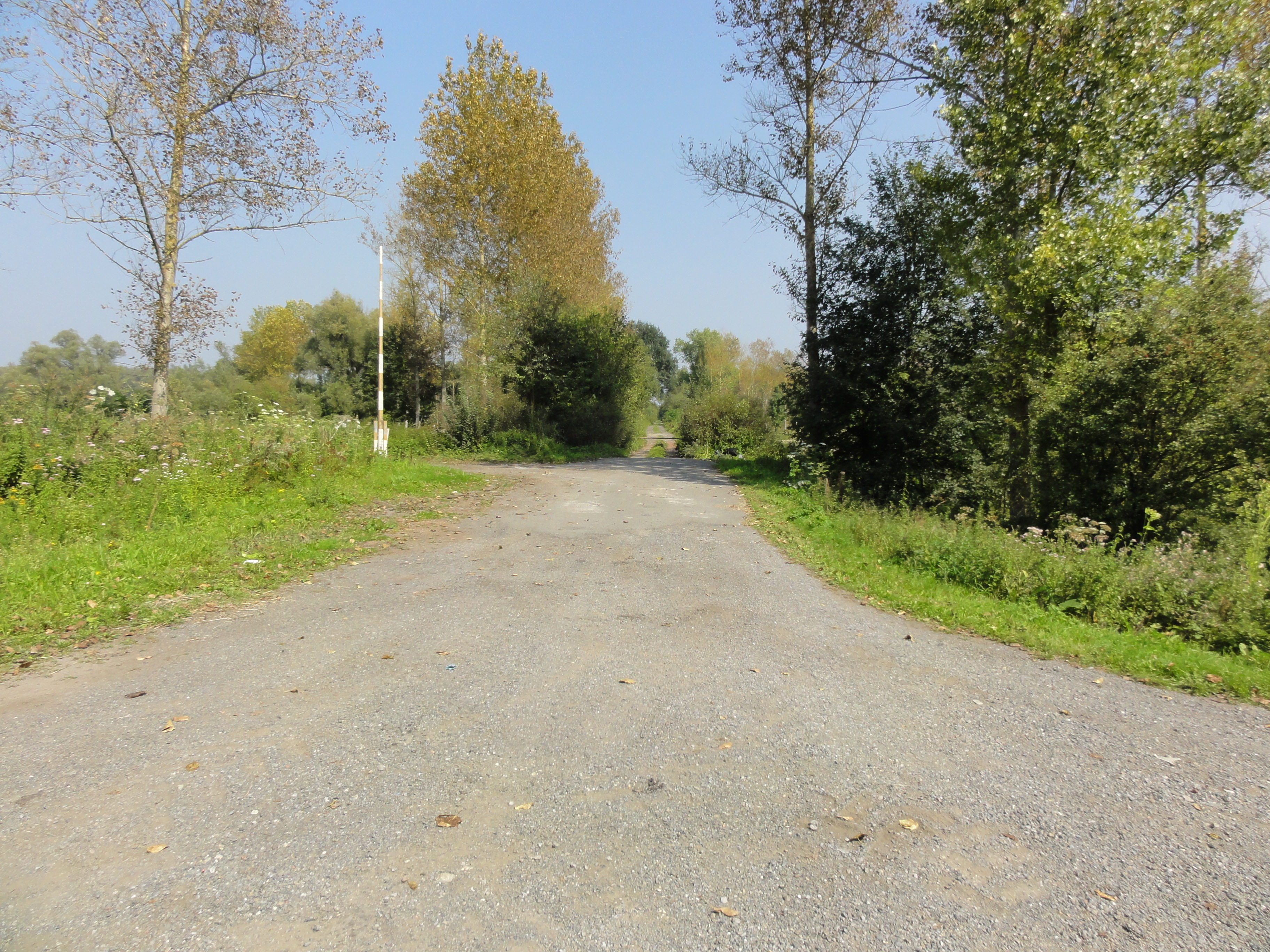
Le terril Stock de Sables de Fond.

Deux terrils résultent de l'exploitation de la fosse Saint-Pierre.

### Terrilno197, Saint Pierre
50° 26′ 42″ N, 3° 36′ 35″ E
Le terril no 197, Saint Pierre, situé à Thivencelle, est le terril de la fosse Saint-Pierre. Il s'agit d'un terril plat, très étendu, et entièrement boisé. Haut de trois mètres, il s'étend sur 17,11 hectares.

### Terrilno234, Stock de Sables de Fond
50° 26′ 42″ N, 3° 37′ 21″ E
Le terril no 234, Stock de Sables de Fond, situé à Thivencelle, est un terril cavalier.

## Les cités
Bien que regroupées à l'est du centre du village de Thivencelle, il existe cinq sous-ensembles de cités.

### Cité Saint-Pierre

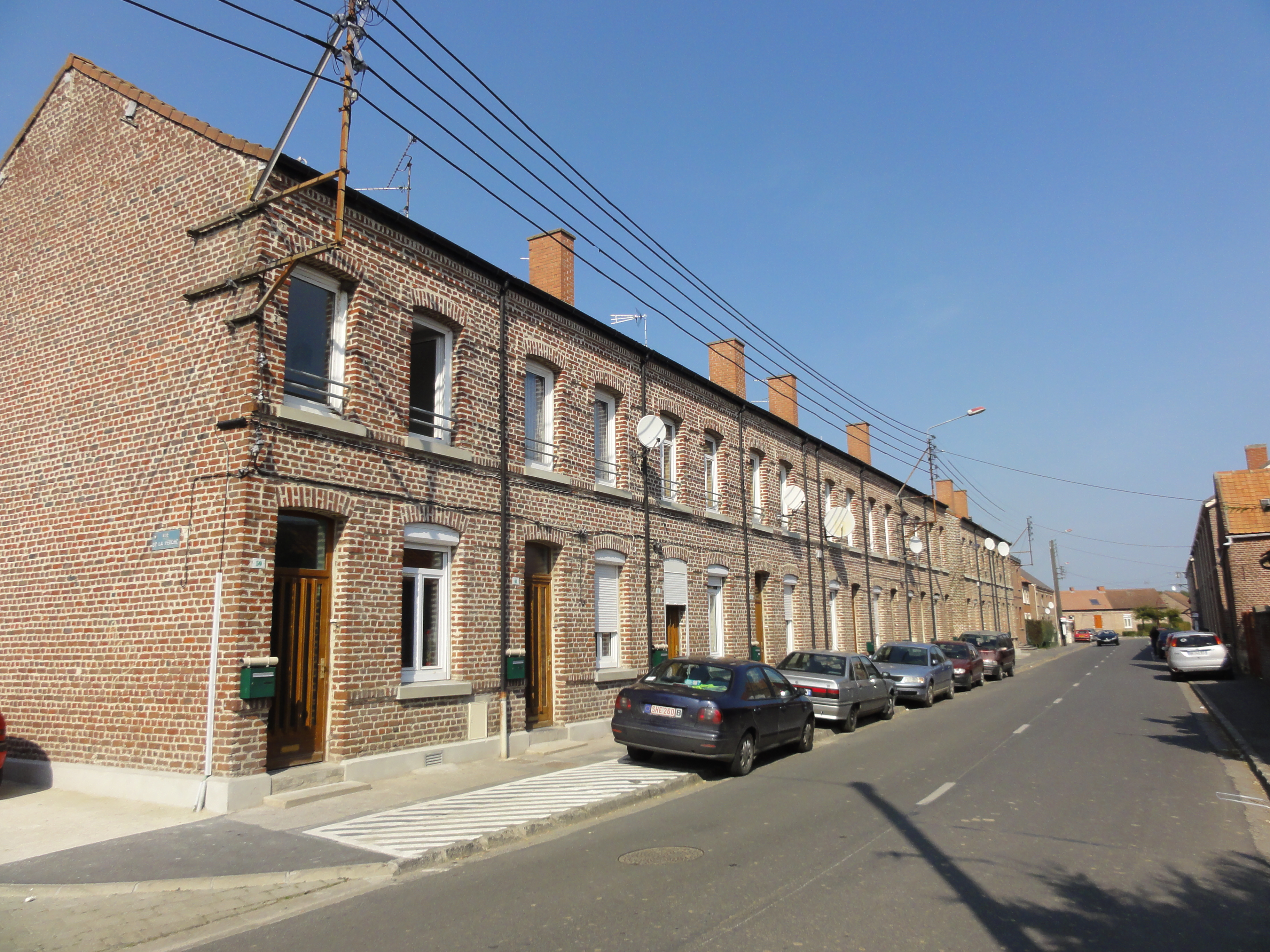
La cité Saint-Pierre.

La cité Saint-Pierre consiste en un alignement de corons le long de la route principale.

### Cité Saint-Roch

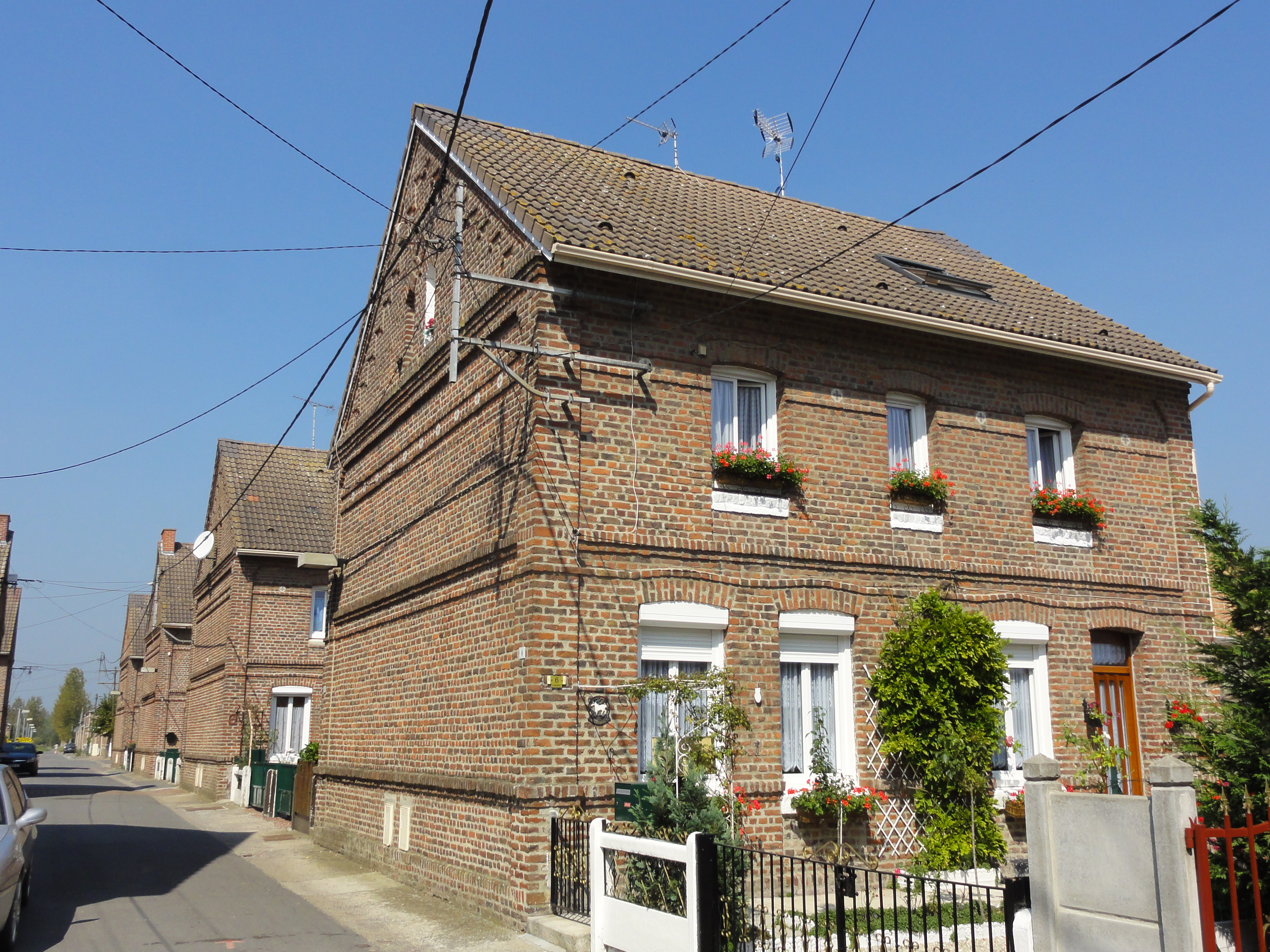
La cité Saint-Roch.

La cité Saint-Roch est une rue constituée tout d'abord d'habitations groupées par deux avec pignon sur rue, puis d'habitations groupées par deux ou quatre, ressemblant à de courts corons.

### Cité des Hauts Champs

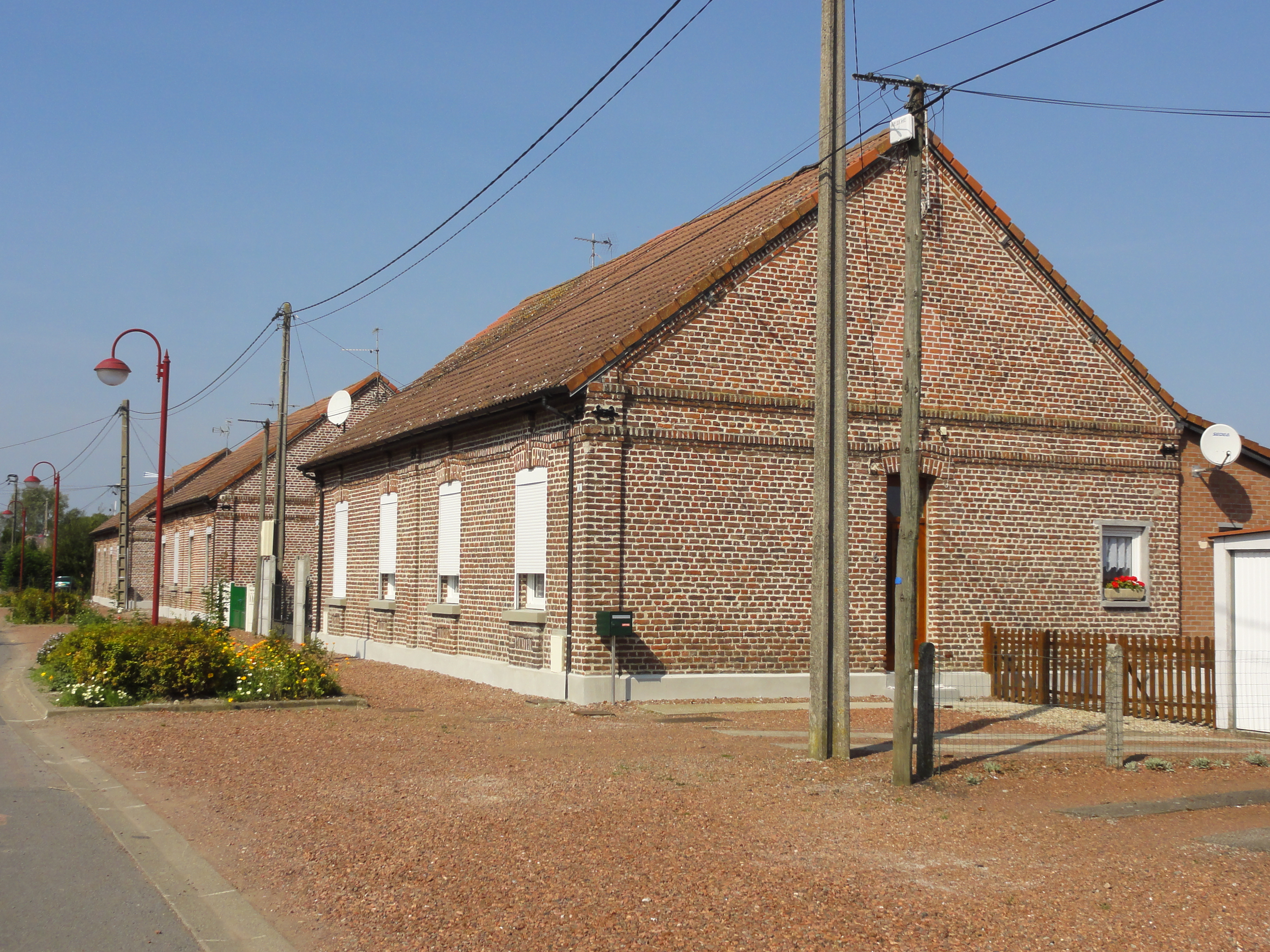
La cité des Hauts Champs.

La cité des Hauts Champs est constituée d'habitations groupées par deux ou quatre ressemblant à de courts corons.

### Cité du Tournant

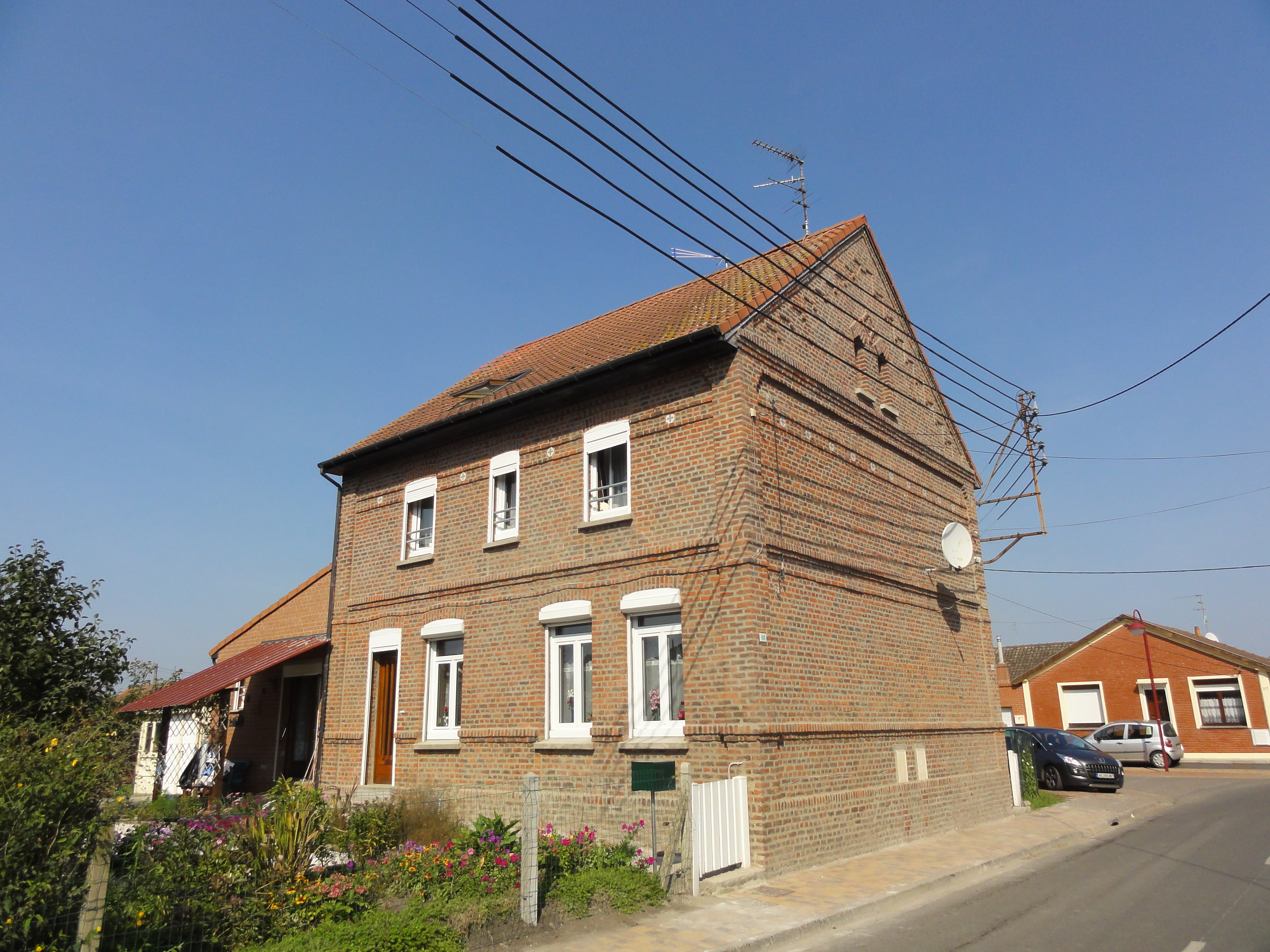
La cité du Tournant.

La cité du Tournant est constituée d'habitations groupées par deux ayant pignon sur la rue principale.

### Cité de la Perche

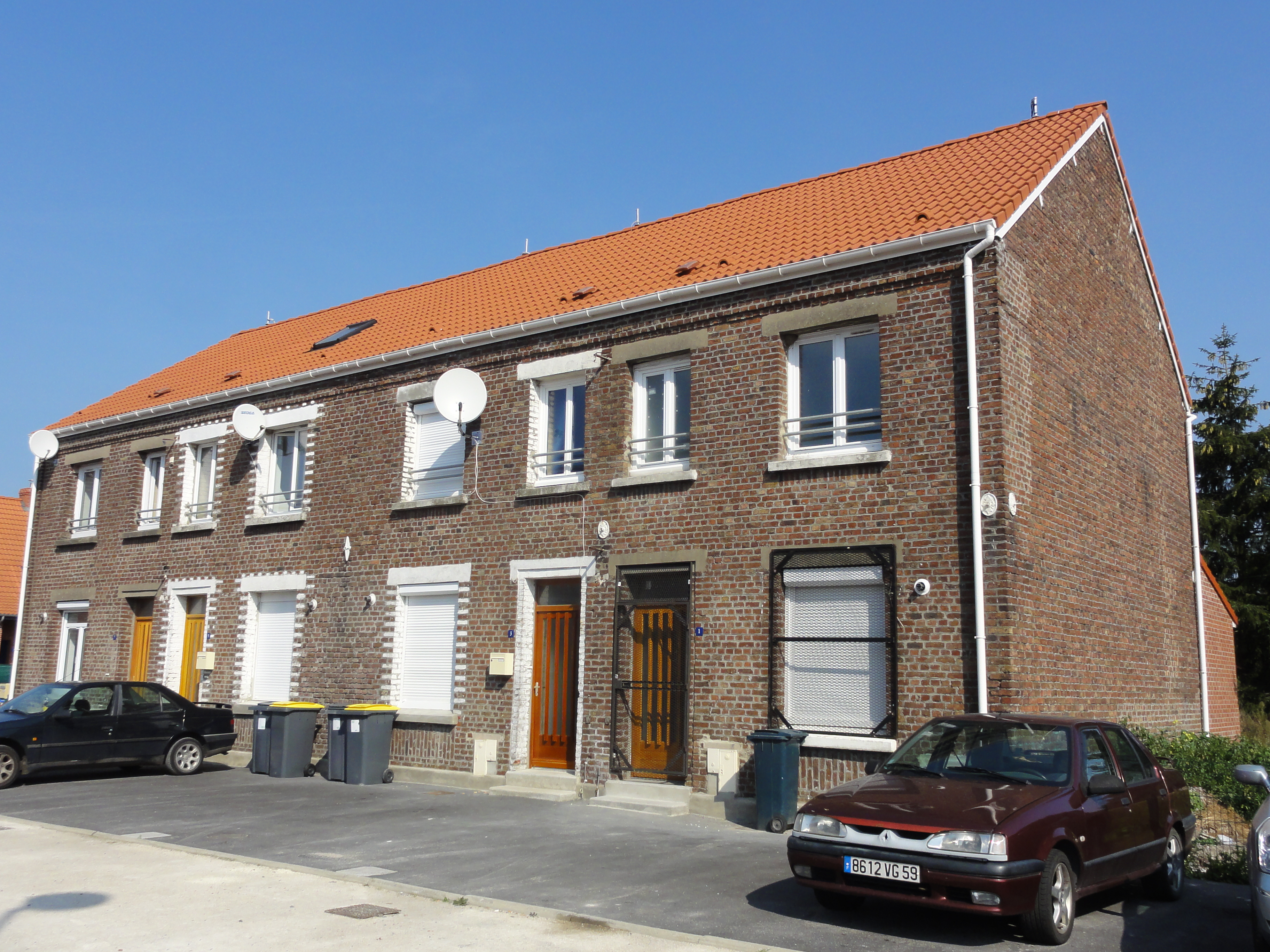
La cité de la Perche.

La cité de la Perche est constituée d'habitations groupées par quatre, et assez épars, si bien que des logements ont été bâtis dans les vides au début des années 2010.